# Utalentowany pan Ripley (film)
Utalentowany pan Ripley (ang. The Talented Mr. Ripley) – amerykański dramat kryminalny z 1999 roku w reżyserii Anthony’ego Minghelli, będący ekranizacją powieści Patricii Highsmith z 1955 roku pod tym samym tytułem. W 1960 roku na podstawie tej samej powieści powstał już francuski film W pełnym słońcu w reżyserii René Clémenta z Alainem Delonem w roli głównej.

## Fabuła
Ripley, który ma kłopoty z amerykańską policją, znajduje szansę na zmianę swojego życia dzięki niezwykłej propozycji właściciela stoczni. Ma namówić jego syna przebywającego we Włoszech, by wrócił do rodzinnego domu. Ripley zgadza się i przybywa na miejsce, udając byłego kolegę ze studiów Dickiego. Wkrótce zostają dobrymi znajomymi i wspólnie odwiedzają kluby i bawią się życiem. Niestety Dickiemu powoli nudzi się jego nowa „zabawka” i postanawia płynąć w dalszą podróż bez niego. Wywiązuje się kłótnia, podczas której dochodzi do rękoczynów. Ripley zabija przyjaciela i podszywa się pod niego, korzystając z jego bogactwa. W oszustwie może mu przeszkodzić kilka osób, między innymi Marge oraz Freddie – przyjaciel Dickiego.

## Obsada
- Matt Damon jako Tom Ripley
- Gwyneth Paltrow jako Marge Sherwood
- Jude Law jako Dickie Greenleaf
- Cate Blanchett jako Meredith Louge
- Philip Seymour Hoffman jako Freddie Miles
- Jack Davenport jako Peter Smith-Kingsley
- James Rebhorn jako Herbert Greenleaf

## Produkcja
Zdjęcia kręcono w Nowym Jorku oraz we Włoszech (Ischia, Procida, Neapol, Rzym, Anzio, Porto Ercole, Wenecja, Palermo).

## Nominacje
| Nominacja do Oscara                      | Osoba                    | Nominacja do Złotego Globu   | Beneficjent             |
| ---------------------------------------- | ------------------------ | ---------------------------- | ----------------------- |
| Najlepszy aktor drugoplanowy             | Jude Law                 | Najlepszy aktor drugoplanowy | Jude Law                |
| Najlepsza scenografia i dekoracja wnętrz | Roy Walker, Bruno Cesari | Najlepszy aktor              | Matt Damon              |
| Najlepsze kostiumy                       | Ann Roth, Gary Jones     | Najlepszy film dramatyczny   | Utalentowany pan Ripley |
| Najlepsza oryginalna muzyka filmowa      | Gabriel Yared            | Najlepsza muzyka filmowa     | Gabriel Yared           |
| Najlepszy scenariusz adaptowany          | Anthony Minghella        | Najlepsza reżyseria          | Anthony Minghella       |

## Nagrody
- Nagroda BAFTA w kategorii Najlepszy aktor drugoplanowy – Jude Law
- Blockbuster Entertainment Award w kategorii Ulubiony aktor drugoplanowy – Jude Law
- BFCA Award w kategorii Najlepsza muzyka filmowa – Gabriel Yared
- NBR Award w kategorii Najlepsza reżyseria – Anthony Minghella
- NBR Award w kategorii Najlepszy aktor drugoplanowy – Philip Seymour Hoffman
- Writers Guild of America w kategorii Najlepszy scenariusz adaptowany – Anthony Minghella
- National Society of Film Critics w kategorii Najlepszy aktor drugoplanowy – Philip Seymour Hoffman